# Hadd menjen a munka!
A Hadd menjen a munka! (In a World Where the Kings Are Employers) a Született feleségek (Desperate Housewives) című amerikai filmsorozat százkettedik epizódja. Az Amerikai Egyesült Államokban először az ABC (American Broadcasting Company) adó vetítette 2009. február 15-én.

## Az epizód cselekménye
Susan éppen az első napján igyekszik a munkahelyére, amikor is M. J. betegen ébred, ezért az anya kénytelen Mike-ra bízni a kisfiút. Ám az apa azonnal lepasszolja M. J.-t Katherine-nek, amit Susan nem néz jó szemmel. Lynette-ék egyre nehezebb anyagi helyzetben vannak, olyannyira, hogy már alig van vendége az étteremnek. Kiderül, hogy Carlos cége mégsem fizeti ki az éves bónuszokat, pedig a Solis-család nagyon számított a pénzre. Bree annyira megemeli Andrew fizetését, hogy az már Orson szemét is szúrja, ezért a banktól akarja megtudni a pontos összeget. Dave eközben hétvégi kempingezést tervez Mike-kal...

## Mellékszereplők
- Todd Grinnell - Dr. Alex Cominis
- David Starzyk - Bradley Scott
- Ion Overman - Maria Scott
- Mason Vale Cotton - M.J. Delfino

## Mary Alice epizódzáró monológja
- A narrátor, Mary Alice monológja az epizód végén így hangzik (a magyar változat alapján):

"Nem sokkal napfelkelte után kezdődik. A mélyen átaludt éjszaka után a lakók útra kelnek és munkába indulnak. Teszik mindezt azért, hogy jobb életet biztosíthassanak a családjuknak, hogy megvehessenek szép holmikat és, hogy legyen értelme reggel felkelniük. És amikor fárasztó munkájukat elvégezték az emberek újból hazatérnek, és egyesek elkezdik számolni a napokat a következő szabadságig."

## Epizódcímek más nyelveken
- Angol: In a World Where the Kings Are Employers (Egy világban, ahol a királyok a munkaadók)
- Francia: Ah ! Si j'étais riche! (Óh, ha én gazdag lennék!)
- Olasz: Il lavoro nobilita l'uomo... e la donna (A munka nemesíti a férfit... és a nőt)